# Constant Moyaux
Constant Moyaux (Anzin, 15 giugno 1835 – Parigi, 11 ottobre 1911) è stato un architetto e pittore francese.

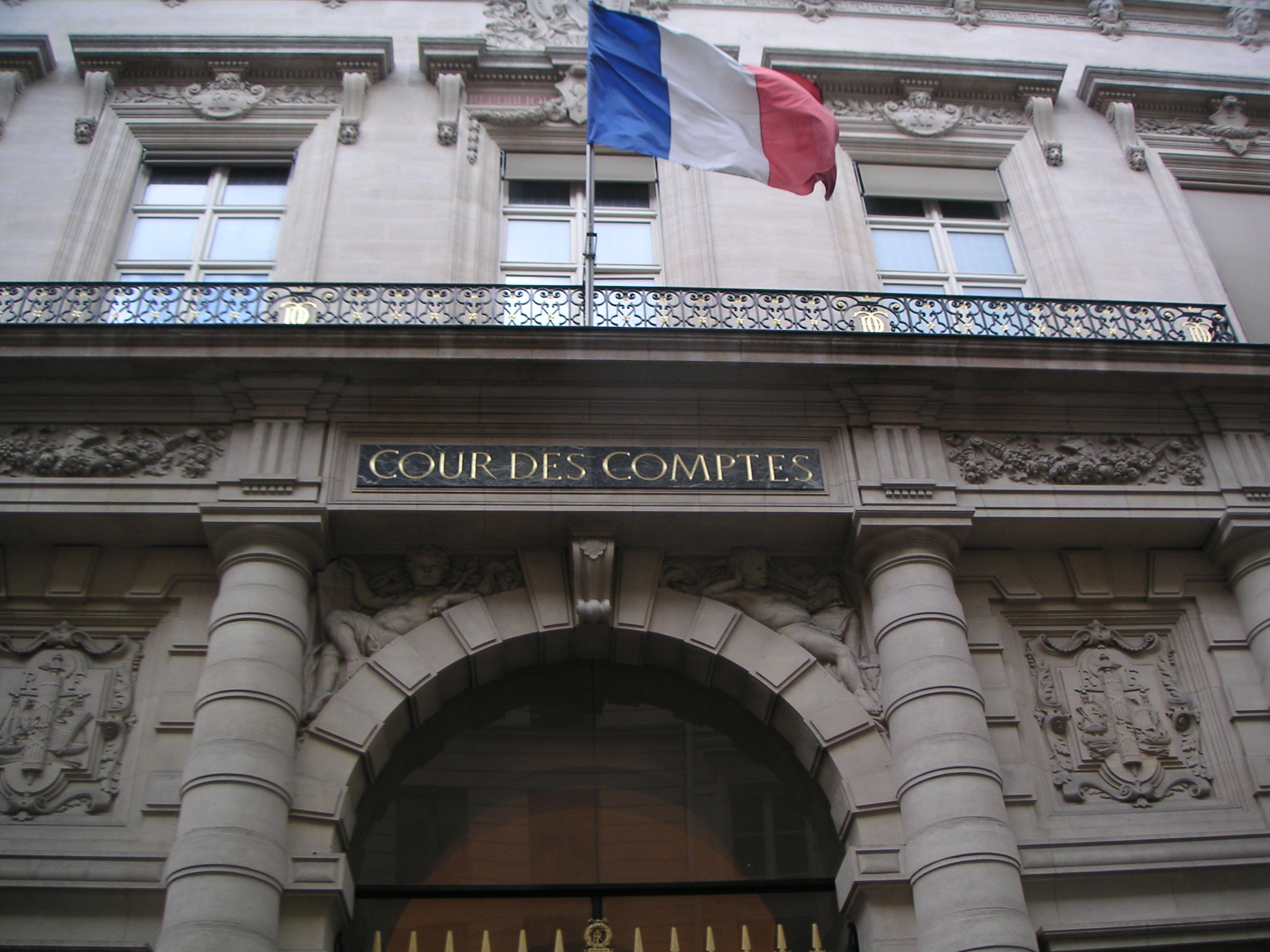
Ingresso della Corte dei conti francese

Ha ricevuto il Prix de Rome per l'architettura nel 1861, è stato inoltre eletto tra i membri della Académie des beaux-arts nel 1898.

## Opere
- Anzin, Municipio, (1874).
- Osservatorio di Meudon.

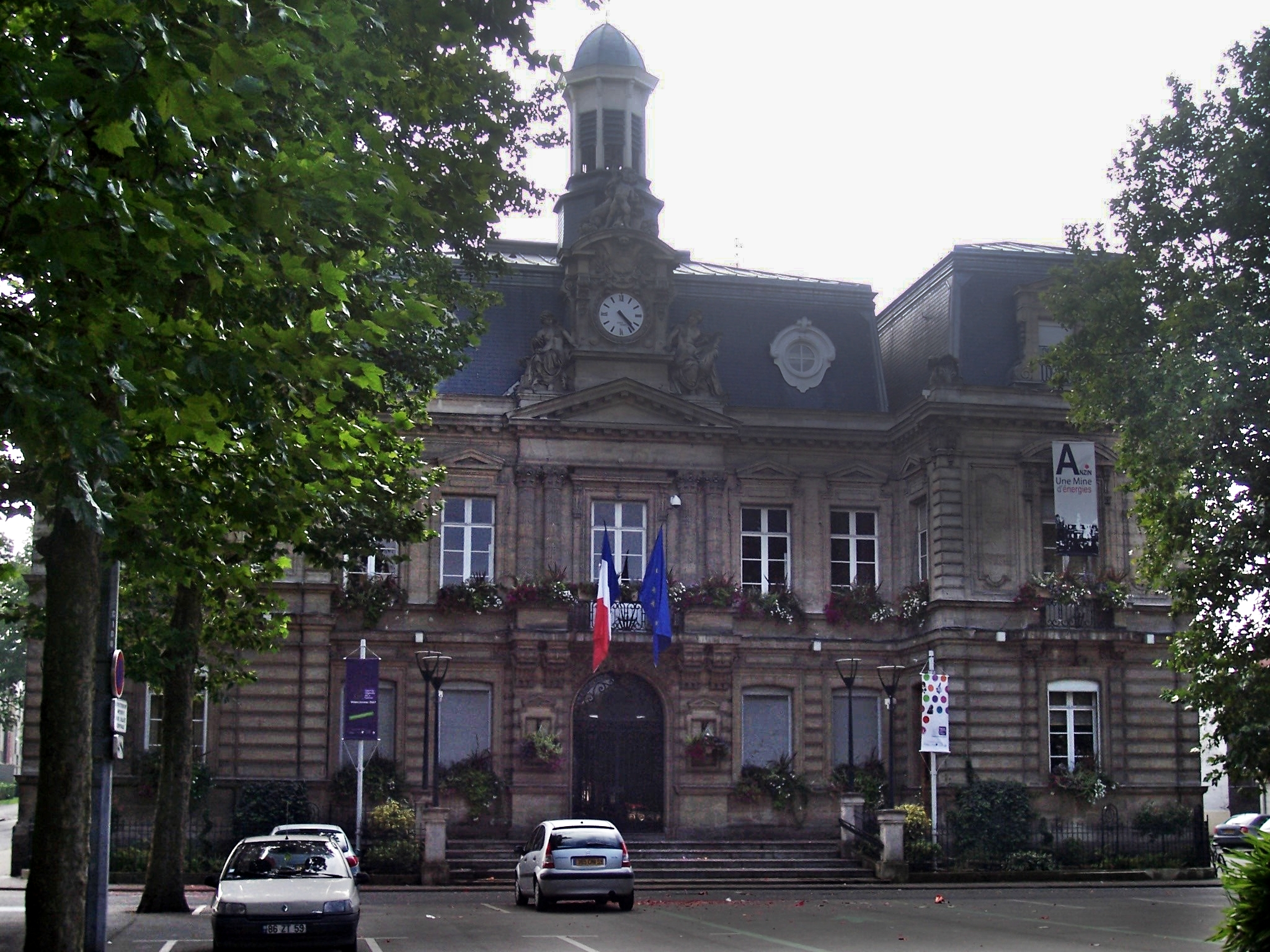
Il municipio d'Anzin

- Parigi, il palazzo della Corte dei conti francese dal (1898 al 1912). Dopo la sua morte,  il progetto, in ritardo è stato completato dal suo collaboratore Jules Guadet.

Il Musée des Beaux-Arts di Lille possiede una collezione di disegni dell'architetto. Tra le sue opere migliori alcuni disegni di architetture della Roma Imperiale.

## Iconografia
- Un suo ritratto è stato scolpito da Henri Corneille Theunissen (1863-1918)[3], un altro dipinto nel 1881 dal pittore Edward Sain (1830-1910), quest'ultima opera è attualmente nel Musée des Beaux-Arts de Valenciennes;
- Tra i fotografi ricordiamo lo scatto di François Antoine Vizzavona (1876-1961).[4]

## Allievi
- Max Sainsaulieu (1870-1953)
- Adrien Chancel
- Louis Duthoit (1868-1931)